# 2024년 하계 올림픽 모리타니 선수단
모리타니는 2024년 7월 26일부터 2024년 8월 11일까지 열리는 2024년 파리 하계 올림픽에 출전한다. 이번 하계 올림픽은 1984년 첫 대회 이후 국내의 11번째 하계 올림픽 출전이었다.

## 출전 선수
| 종목 | 남자 | 여자 | 전체 |
| ---- | ---- | ---- | ---- |
| 육상 | 0    | 1    | 1    |
| 수영 | 1    | 0    | 1    |
| 전체 | 1    | 1    | 2    |

## 매달 집계
| 종목 | 1 | 2 | 3 | 합계 |
| 종목 | ' | ' | ' | '    |
| 종목 | ' | ' | ' | '    |
| 종목 | ' | ' | ' | '    |
| 합계 | ' | ' | ' | '    |

## 같이 보기
- 2024년 하계 올림픽